# Збройні сили Австралії

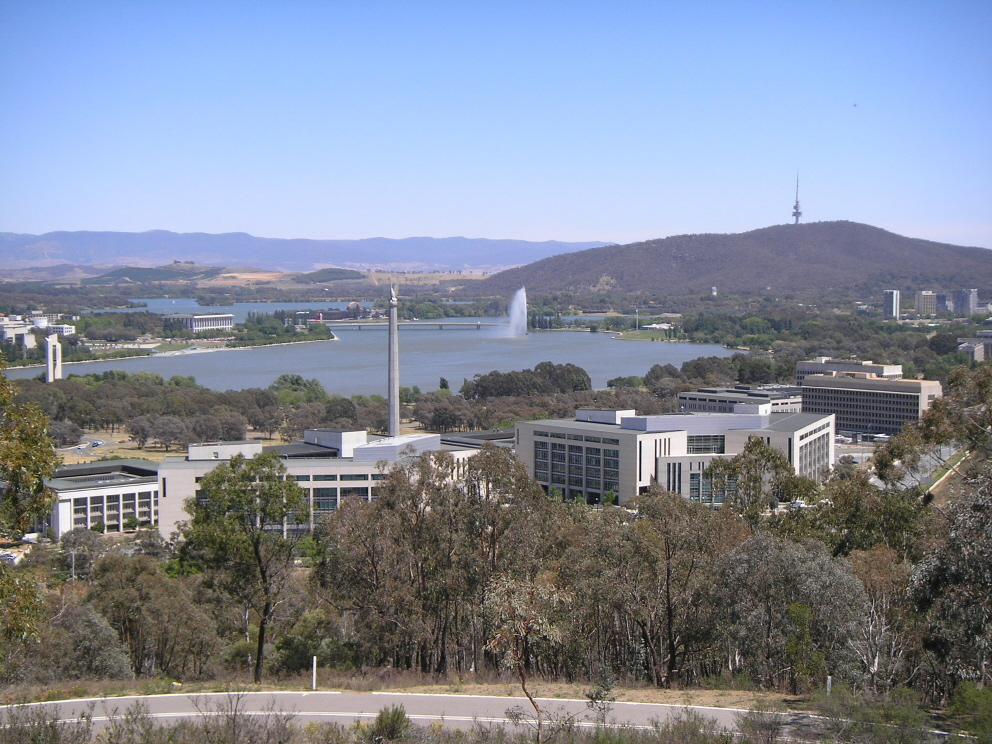
Штаб Австралійських сили оборони, Канберра

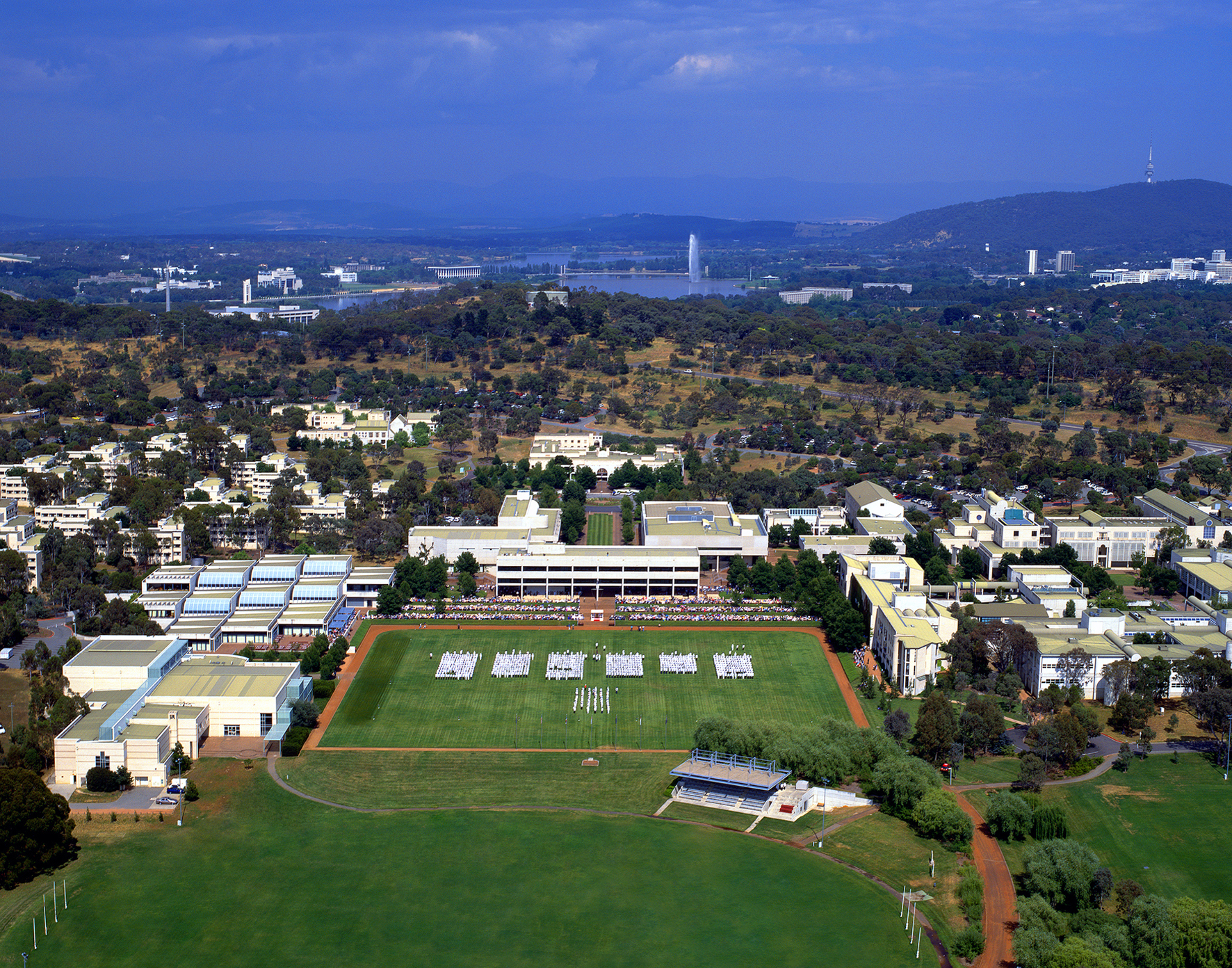
Академія Австралійських сили оборони, Канберра

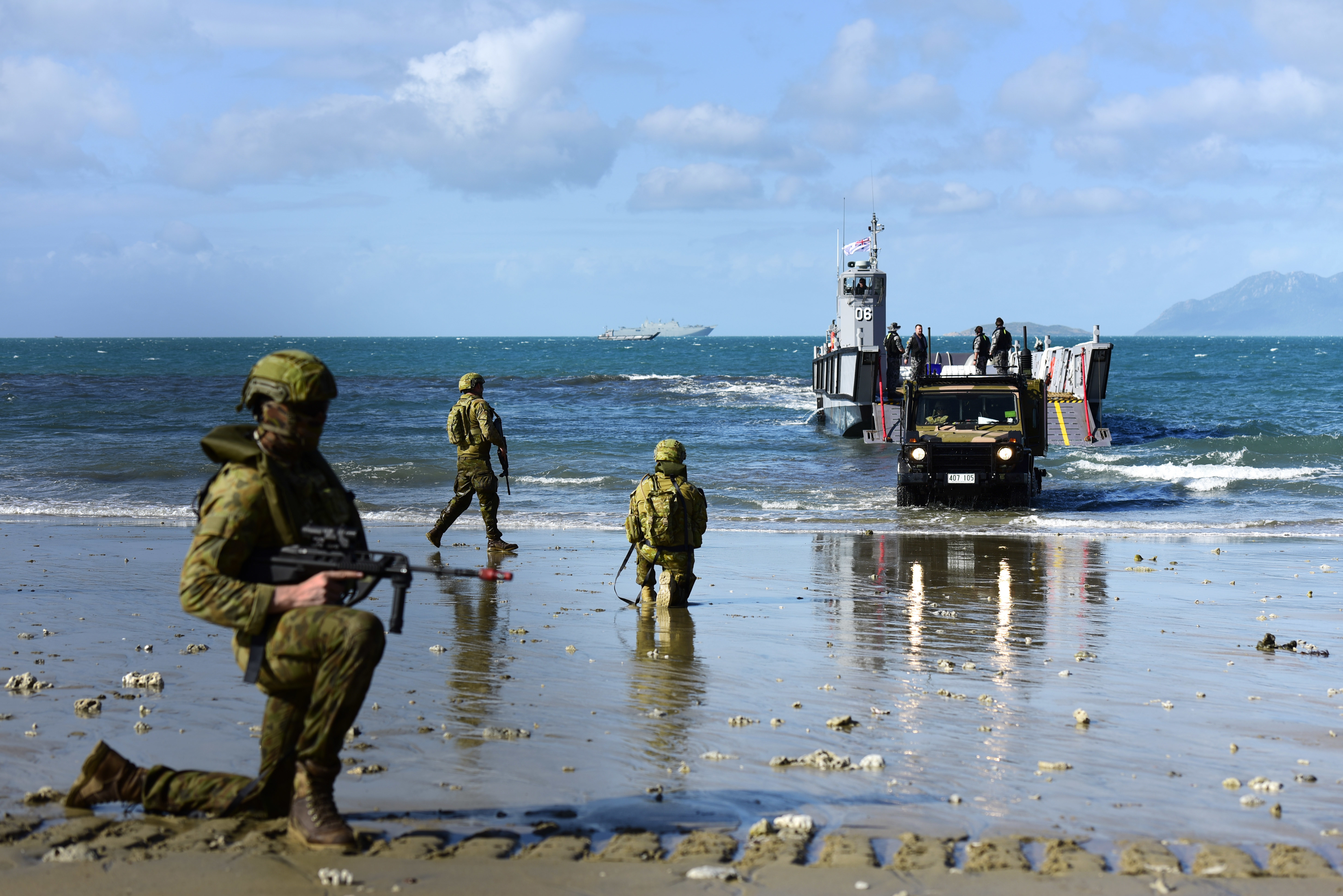
Австралійські військові під час навчань у 2018 році

Австралійські сили оборони (АСО) (англ. Australian Defence Force (ADF)) — збройні сили Австралії, які відповідають за її оборону. Збройні Сили складаються з Королівського австралійського флоту, австралійської армії, Королівських австралійських військово-повітряних сил, а також тривидових (tri-service) підрозділів.
Протягом перших десятиліть XX ст., австралійських уряд заснував три окремих види збройних сил. Кожний вид збройних сил мав свій власний порядок підпорядкованості. У 1976 році уряд Австралії ухвалив стратегічну зміну й створив Австралійські сили оборони, підпорядковані єдиному штабу. З часом, ступінь інтеграції збільшилася і тривидові штаб, матеріально-технічне забезпечення та навчальні заклади витіснили багато установ окремих видів збройних сил.
Австралійські сили оборони є технічно насиченими порівняно невеликими збройними силами. Попри те, що наявність в АСО 53 тис. кадрового персоналу та 20 тис. резервістів робить їх найбільшими в Океанії, це набагато менше, ніж у більшості азійських військ. Однак, АСО здатне розгортати сили в різних місцевостях за межами Австралії.
Кількість персоналу на 2007—2008 фінансовий рік:
| Вид збройних сил | Кадрові військовослужбовці | Активний резерв | Всього |
| Флот             | 12935                      | 1795            | 14730  |
| Армія            | 26611                      | 15892           | 42503  |
| ВПС              | 13621                      | 2653            | 16274  |
| Всього           | 53167                      | 20340           | 73507  |

## Поточні пріоритети
У 2000 році австралійське уряд розробив «Білу книгу» щодо всіх аспектів своєї політики в галузі оборони. У «Білій книзі» викладаються і роз'яснюються пріоритети Австралійських сили оборони. У документі відзначається, що АСО має три пріоритетні напрямки. Перше з цих пріоритетних завдань полягає в тому, щоб зберегти можливості для захисту території Австралії від будь-яких імовірних нападів, не покладаючись на допомогу на збройні сили будь-якої іншої країни. Другий пріоритет полягає в тому, щоб сприяти забезпечення безпеки безпосередніх сусідніх країн Австралії через роботу із сусідніми країнами і брання участі в санкціонованих Організацією Об'єднаних Націй миротворчих операціях. Третій пріоритет для АСО полягає в тому, щоб сприяти міжнароднім коаліціям сил за межами найближчому оточення Австралії, де займаються австралійські інтереси. АСО також відповідає за співробітництво в області прибережних спостережень та реагування на надзвичайні ситуації, включаючи стихійні лиха.

## Історія
Австралія підтримує збройні сили, від створення федерації Австралії з січня 1901 року. У часи Федерації, австралійський уряд створив австралійську армію та військово-морські сили Співдружності. У 1909 році уряд заснував австралійський Королівський військово-морський флот, якій ввібрав у себе військово-морські сили Співдружності. Армія створила австралійський авіаційний корпус в 1912 році, який відокремився у Королівські австралійські військово-повітряні сили у 1921 році. Ці види збройних сил не були пов'язані в єдиний порядок підпорядкованості, так як кожен вид мав власного міністра і окремі адміністративні процедури. Всі три види збройних сил брали широку участь в військових діях під час Першої світової війни та Другої світової війни.
Австралійські війська брали участь у Корейській війні та В'єтнамській війні.
У 1973 р., секретар міністерства оборони Артур Тендж представив урядові доповідь, що рекомендувала уніфікацію окремих департаментів підтримки кожного виду збройних сил в єдиний Департамент з питань оборони та створення посади командувача штабу силами оборони. Уряд прийняв ці рекомендації та Австралійські сили оборони були створені 9 лютого 1976 року.

## Цікаві факти
У листопаді-грудні 1932 року Збройні Сили Австралії були залучені до проведення операції з масового знищення птахів ему, яка відома під назвою Війна з ему.